# Roberts
Roberts ist ein englischer Familienname.

## Bedeutung
Der patronymisch gebildete Familienname hat die Bedeutung „Roberts Sohn“.

## Namensträger

### A
- Adam Roberts (Politikwissenschaftler) (* 1940), britischer Politikwissenschaftler
- Adam Roberts (Schriftsteller) (* 1965), britischer Schriftsteller und Literaturwissenschaftler
- Adam Roberts (Volleyballspieler), Volleyballspieler
- Aidan Roberts (* 1998), britischer Sportkletterer
- Aileen P. Roberts, Pseudonym von Claudia Lössl (Autorin) (1975–2015), deutsche Autorin
- Al Roberts, Pseudonym von Alexander von Zemlinsky (1871–1942), österreichischer Komponist
- Al Roberts (Kameramann) (Albert G. Roberts; 1902–1941), US-amerikanischer Kameramann
- Al Roberts (Schauspieler) (Alston Whitey Roberts; 1902–1999), US-amerikanischer Schauspieler
- Al Roberts (Footballtrainer) (* 1944), US-amerikanischer American-Football-Trainer
- Alan Roberts, bekannt als Jim Noir (* 1982), englischer Sänger
- Alan Roberts (Filmschaffender) (1946–2016), US-amerikanischer Filmschaffender
- Alan Roberts (Tennisspieler) (* 1939), US-amerikanischer Tennisspieler
- Alan D. Roberts, britischer Physiker
- Albert H. Roberts (1868–1946), US-amerikanischer Politiker
- Alec Roberts (* 19**), US-amerikanischer Schauspieler
- Alexander von Roberts (1845–1896), deutscher Schriftsteller
- Alexander William Roberts (1857–1938), südafrikanischer Astronom
- Alfred Roberts (1892–1970), britischer Kaufmann, Laienprediger und Kommunalpolitiker
- Alfred Dale Roberts (* 1974), Fußballspieler für die Nördlichen Marianen
- Alice Roberts (Schauspielerin) (1906–1985), belgische Schauspielerin
- Alice Roberts (* 1973), englische Anatomin und Paläopathologin
- Allan Roberts (1905–1966), US-amerikanischer Liedtexter
- Allene Roberts (1928–2019), US-amerikanische Schauspielerin
- Alton Roberts (* 1982), lucianischer Fußballspieler
- Amy Roberts (* 1988), britische Jazzmusikerin
- Amy Roberts (Radsportlerin) (* 1994), britische Radsportlerin
- Andre Roberts (* 1988), US-amerikanischer American-Football-Spieler
- Andrew Roberts (* 1963), britischer Historiker und Publizist
- Andrew Roberts (Spezialeffektkünstler), Spezialeffektkünstler
- Andy Roberts (* 1951), westindischer Cricketspieler
- Anita B. Roberts (1942–2006), US-amerikanische Molekularbiologin
- Anthony Ellmaker Roberts (1803–1885), US-amerikanischer Politiker
- Arthur Roberts (Komiker) (1852–1933), britischer Komiker und Bühnenschauspieler
- Arthur Roberts (Filmeditor) (1890–1961), amerikanischer Filmeditor
- Arthur Roberts (Physiker) (1912–2004), amerikanischer Physiker und Komponist
- Arthur Roberts (Schauspieler) (* 1938), amerikanischer Schauspieler
- Ashley Roberts (* 1981), US-amerikanische Sängerin-Songwriter, Tänzerin, Model, und Fashion Designer
- Austin Roberts (1883–1948), südafrikanischer Zoologe

### B
- B. H. Roberts (1857–1933), US-amerikanischer Politiker, Missionar der Mormonen und Historiker
- Barbara Roberts (* 1936), US-amerikanische Politikerin
- Bartholomew Roberts (1682–1722), walisischer Pirat
- Beatrice Roberts (1905–1970), US-amerikanische Schauspielerin
- Ben Roberts (Drehbuchautor) (1916–1984), US-amerikanischer Drehbuchautor
- Ben Roberts (Pokerspieler) (* 1956), britischer Pokerspieler iranischer Herkunft
- Ben Roberts (Fußballspieler) (* 1975), englischer Fußballtorhüter
- Ben Roberts (Rugbyspieler) (* 1985), samoanischer Rugby-League-Spieler
- Bernard Roberts († 2013), britischer Pianist
- Beverly Roberts (1914–2009), US-amerikanische Schauspielerin
- Bill Roberts (Fußballspieler) (1859–1945), walisischer Fußballspieler
- Bill Roberts (Animator) (1899–1974), US-amerikanischer Zeichentrickregisseur
- Bill Roberts (Leichtathlet) (1912–2001), britischer Sprinter
- Billy Roberts (William Moses Roberts; * 1936), US-amerikanischer Songwriter
- Bip Roberts (* 1963), US-amerikanischer Baseballspieler
- Bob Roberts (Fußballspieler, 1859) (Robert Roberts; 1859–1929), englischer Fußballtorhüter
- Bob Roberts (Fußballspieler, 1864) (Robert Roberts; 1864–1932), walisischer Fußballspieler
- Brandon Roberts, US-amerikanischer Komponist
- Brian Roberts (Pokerspieler) (1931–1995), US-amerikanischer Pokerspieler
- Brian Roberts (Leichtathlet) (* 1946), britischer Speerwerfer
- Brian Roberts (Fußballspieler, 1955) (* 1955), englischer Fußballspieler
- Brian Roberts (Manager) (* 1959), amerikanischer Manager
- Brian Roberts (Fußballspieler, 1967) (* 1967), englischer Fußballspieler
- Brian Roberts (Fußballspieler, 1982) (* 1982), US-amerikanischer Fußballspieler
- Brian Roberts (Basketballspieler) (* 1985), US-amerikanischer Basketballspieler
- Bruce Roberts (* 1950), US-amerikanischer Singer-Songwriter
- Buckshot Roberts († 1878), US-amerikanischer Cowboy und Outlaw
- Buddy Roberts (1945–2012), US-amerikanischer Wrestler

### C
- Callum Roberts (* 1997), englischer Fußballspieler
- Casey Roberts (1901–1949), US-amerikanischer Schauspieler, Artdirector und Szenenbildner
- Cath Roberts (* 1983),  britische Musikerin
- Charles Roberts (Fußballspieler) (1883–1939), englischer Fußballspieler
- Charles Roberts (1941–2005), Pseudonym Rocky Roberts, amerikanisch-italienischer Sänger
- Charles Boyle Roberts (1842–1899), US-amerikanischer Politiker
- Charles Carl Roberts (1973–2006), US-amerikanischer Amokläufer, siehe Massaker an der Amischen-Schule von Nickel Mines
- Charles D. Roberts (1873–1966), US-amerikanischer Brigadegeneral
- Charles G. D. Roberts, Charles George Douglas Roberts, (1860–1943), kanadischer Lyriker und Schriftsteller
- Charles S. Roberts (1930–2010), US-amerikanischer Spieleautor und Unternehmer
- Charlie Roberts (1883–1939), englischer Fußballspieler
- Cheryl Roberts (1962–2022), südafrikanische Tischtennisspielerin
- Chris Roberts (Schlagersänger) (1944–2017), deutscher Schlagersänger, Schauspieler und Musikproduzent
- Chris Roberts (Spieleentwickler) (* 1968), US-amerikanischer Spieleentwickler und Filmproduzent
- Chris Roberts (Fußballspieler) (* 1985), walisischer Fußballspieler
- Chris Roberts (Hacker), US-amerikanischer IT-Sicherheitsspezialist
- Chris Douglas-Roberts (* 1987), amerikanischer Basketballspieler
- Clifford Roberts, bermudischer Fußballspieler
- Clint Roberts (1935–2017), US-amerikanischer Politiker
- Clydie Roberts (* 1987), guyanischer Fußballspieler
- Colin Roberts (Diplomat) (* 1959), britischer Diplomat
- Colin Roberts (Fußballspieler) (* 1975), Fußballspieler für Trinidad und Tobago
- Connor Roberts (Fußballspieler, 1992) (* 1992), walisischer Fußballspieler
- Connor Roberts (Fußballspieler, 1995) (* 1995), walisischer Fußballspieler
- Connor Roberts (Eishockeyspieler) (* 2000), kanadischer Eishockeyspieler
- Cora Roberts (* 1935), deutsches Fotomodell und Schauspielerin
- Craig Roberts (* 1991), walisischer Schauspieler
- Curt Roberts (1929–1969), US-amerikanischer Baseballspieler

### D
- D. John Roberts (* 1945), kanadischer Wirtschaftswissenschaftler
- Dale Roberts (1986–2010), britischer Fußballspieler
- Dallas Roberts (* 1970), US-amerikanischer Schauspieler
- Daniel Roberts (* 1997), US-amerikanischer Leichtathlet
- Darryl Roberts (* 1983), Fußballspieler aus Trinidad und Tobago
- Dave Roberts (Fußballspieler) (* 1949), walisischer Fußballspieler
- Dave Roberts (Baseballspieler, 1951) (* 1951), US-amerikanischer Baseballspieler
- Dave Roberts (Baseballspieler, 1972) (* 1972), US-amerikanischer Baseballspieler
- David Roberts (Maler) (1796–1864), schottischer Maler
- David Roberts (Diplomat) (1924–1987), britischer Diplomat
- David Roberts (Germanist) (* 1937), australischer Literatur- und Kulturwissenschaftler
- David Roberts (Sprinter) (* 1949), britischer Sprinter
- David Roberts (Leichtathlet) (* 1951), US-amerikanischer Stabhochspringer
- David Roberts (Schauspieler), australischer Schauspieler
- David Roberts (Eishockeyspieler) (* 1970), US-amerikanischer Eishockeyspieler
- David Roberts (Illustrator) (* 1970), britischer Illustrator
- David Roberts (Schwimmer) (* 1980), walisischer Schwimmer
- David Jones-Roberts (* 1990), australischer Schauspieler
- David Thomas Roberts (* 1955), amerikanischer Komponist
- Deborah Roberts (* 1960), amerikanische Fernsehjournalistin
- Debra Roberts (* 1961), südafrikanische Biogeographin und Klimatologin
- Denise Roberts, australische Schauspielerin
- Dennis J. Roberts (1903–1994), US-amerikanischer Politiker (Rhode Island)
- Denys Roberts († 2013), britischer Kolonialbeamter und Jurist
- Derek F. Roberts (1925–2016), britischer Anthropologe und Humanbiologe
- Devon Roberts (* 1984), grenadischer Fußballspieler
- Dick Roberts, US-amerikanischer Fußballspieler
- Doris Roberts (1925–2016), US-amerikanische Schauspielerin
- Dudley Roberts (1945–2024), englischer Fußballspieler

### E
- Ed Roberts (Aktivist) (1939–1995), US-amerikanischer Behindertenaktivist
- Ed Roberts (Unternehmer) (1941–2010), US-amerikanischer IT-Unternehmer
- Ed Roberts (Autor) (* 1958), US-amerikanischer Dichter, Autor und Herausgeber
- Edward Roberts (Politiker, um 1690) (um 1690–um 1752), walisischer Kolonialpolitiker, Bürgermeister von Philadelphia
- Edward Roberts (Mediziner) (1762–1846), britischer Mediziner
- Edward Roberts (Konstrukteur) (1845–1933), britischer Konstrukteur
- Edward Roberts (Schachspieler), südafrikanischer Schachspieler
- Edward Roberts (Leichtathlet) (1892–1956), US-amerikanischer Gewichtweitwerfer
- Edward Roberts (Politiker, 1940) (* 1940), kanadischer Politiker
- Edwin Roberts (* 1941), Leichtathlet aus Trinidad und Tobago
- Edwin Ewing Roberts (1870–1933), US-amerikanischer Politiker
- Eifion Lewis-Roberts (* 1981), walisischer Rugbyspieler
- Eliza Roberts, US-amerikanische Schauspielerin
- Elizabeth Roberts (Kinderbuchautorin), Kinderbuchautorin
- Elizabeth Roberts (Schauspielerin), US-amerikanische Schauspielerin
- Elizabeth H. Roberts (* 1957), US-amerikanische Politikerin
- Elizabeth Madox Roberts (1881–1941), US-amerikanische Dichterin und Schriftstellerin
- Ellen Roberts (* 1992), australische Softballspielerin
- Ellis H. Roberts (1827–1918), US-amerikanischer Politiker
- Elvy B. Roberts (1917–2005), US-amerikanischer Generalleutnant
- Emily Roberts (* 1993), deutsche Singer-Songwriterin
- Emily Jane Roberts (* 1998), britische Gitarristin und Komponistin
- Emma Roberts (* 1991), US-amerikanische Schauspielerin
- Emma Elle Roberts (* 1995), US-amerikanische christliche Schauspielerin und Model
- Eric Roberts (* 1956), US-amerikanischer Schauspieler
- Ernest W. Roberts (1858–1924), US-amerikanischer Politiker
- Evan Roberts (1878–1951), britischer Evangelist
- Evan Roberts (Botaniker) (1909–1991), britischer Botaniker
- Evelyn Roberts (* um 1920), kanadische Badmintonspielerin
- Ewan Roberts (Thomas Robert McEwan Hutchinson; 1914–1983), britischer Schauspieler

### F
- Fiddlin’ Doc Roberts (Dock Philip Roberts; 1897–1978), US-amerikanischer Musiker
- Finn Roberts (* 1996), US-amerikanischer Schauspieler
- Fireball Roberts (1929–1964), US-amerikanischer Rennfahrer
- Floyd H. Roberts (1879–1967), US-amerikanischer Jurist
- Frank Roberts (Fußballspieler) (1893–1961), englischer Fußballspieler
- Frank Roberts (1919–1990), österreichischer Filmregisseur, Filmproduzent, Drehbuchautor und Sänger, siehe Frits Fronz
- Frank H. H. Roberts (1897–1966), US-amerikanischer Ethnologe
- Frank Kenyon Roberts (1907–1998), britischer Diplomat
- Fred Roberts (1904–??), nordirischer Fußballspieler
- Frederick Roberts, 1. Earl Roberts (1832–1914), britischer Feldmarschall
- Frederick Roberts (Politiker) (1876–1941), britischer Politiker (Labour Party)
- Frederick Madison Roberts (1879–1952), amerikanischer Politiker und Zeitungsverleger

### G
- Gareth Roberts (Physiker) (1940–2007), britischer Physiker
- Gareth Roberts (Rugbyspieler) (* 1959), walisischer Rugbyspieler
- Gareth Roberts (Autor) (* 1968), britischer Drehbuchautor und Schriftsteller
- Gareth Roberts (Mathematiker) (* 1964), britischer Mathematiker
- Gareth Roberts (Politiker), walisischer Politiker (Liberal Democrats)
- Gareth Roberts (Fußballspieler) (* 1978), walisischer Fußballspieler
- Gareth Roberts (Eishockeyspieler) (* 1986), irischer Eishockeyspieler
- Gareth Roberts (Rallyebeifahrer) (1987–2012), walisischer Rallye-Copilot
- Gary Roberts (* 1966), kanadischer Eishockeyspieler
- Geoffrey Roberts (* 1952), britischer Historiker und Hochschullehrer
- George Roberts (Musiker) (1928–2014), US-amerikanischer Posaunist
- George Roberts (Unternehmer) (* 1943), US-amerikanischer Unternehmer
- Gil Roberts (* 1989), US-amerikanischer Sprinter
- Gilbert Roberts (1899–1978), britischer Bauingenieur
- Gloria Lloyd Roberts (1924–2012), US-amerikanische Schauspielerin
- Gordie Roberts (* 1957), US-amerikanischer Eishockeyspieler
- Gordon Roberts (Eishockeyspieler) (1891–1966; Gordon William Roberts), kanadischer Eishockeyspieler
- Gordon Douglas Roberts (* 1957), US-amerikanischer Eishockeyspieler, siehe Gordie Roberts
- Goronwy Roberts, Baron Goronwy-Roberts (1913–1981), britischer Politiker
- Graham Roberts (* 1959), englischer Fußballspieler
- Gregory Roberts (* 1952), australischer Schriftsteller

### H
- Hank Roberts (* 1955), US-amerikanischer Jazz-Cellist
- Hannah Roberts (* 2001), US-amerikanische BMX-Radsportlerin
- Harold Roberts (Politiker) (1884–1950), britischer Politiker
- Harold Roberts (Fußballspieler) (1920–2007), englischer Fußballspieler
- Harold Ross Roberts (H. R. Roberts; * 1930), US-amerikanischer Mediziner
- Harold S. Roberts (Harold Selig Roberts; 1911–1970), US-amerikanischer Rechtswissenschaftler und Hochschullehrer
- Harry Roberts (Fußballspieler, 1904) (1904–1968), englischer Fußballspieler
- Harry Roberts (Fußballspieler, 1907) (1907–1984), englischer Fußballspieler
- Harry Roberts (Rugbyspieler) (* 1939), australischer Rugby-Union-Spieler
- Henry Roberts (Architekt) (1803–1876), britischer Architekt
- Henry Roberts (Politiker) (1853–1929), US-amerikanischer Politiker (Connecticut)
- Herbie Roberts (1905–1944), englischer Fußballspieler
- Hig Roberts (* 1991), US-amerikanischer Skirennläufer
- Highking Roberts (* 1994), belizischer Fußballspieler
- Howard Roberts (1929–1992), US-amerikanischer Jazzgitarrist des Modern Jazz, Studiomusiker und Gitarrenlehrer
- Howard Roberts (Bildhauer) (1843–1900), amerikanischer Bildhauer

### I
- Iain Roberts (* 1979), neuseeländischer Skeletonpilot
- Ian Roberts (Schauspieler, 1952) (* 1952), südafrikanischer Schauspieler
- Ian Roberts (Linguist), britischer Linguist
- Ian Roberts (Reiter) (* 1958), kanadischer Reiter
- Ian Roberts (Komiker) (* 1965), US-amerikanischer Komiker, Schauspieler und Autor
- Ian Roberts (Rugbyspieler) (* 1965), australischer Rugby-League-Spieler und Schauspieler
- Ian Roberts (Leichtathlet) (* 1973), guyanischer Mittelstreckenläufer
- Ina Roberts (1904–1977), österreichische Schriftstellerin und Theaterschauspielerin
- Irmin Roberts (1904–1978), US-amerikanischer Kameramann
- Isaac Roberts (1829–1904), britischer Astronom
- Ivor Roberts (* 1946), britischer Diplomat und Hochschullehrer
- Iwan Roberts (* 1968), walisischer Fußballspieler

### J
- Jackie Roberts (1918–??), walisischer Fußballspieler
- Jake Roberts (* 1955), US-amerikanischer Wrestler
- Jake Roberts (Filmeditor) (* 1977), britischer Filmeditor
- James Roberts (Cricketspieler) (1864–1911), englischer Cricketspieler
- James Roberts (Fußballspieler, 1891) (1891–??), walisischer Fußballspieler
- James Roberts (Baseballspieler) (1895–1984), US-amerikanischer Baseballspieler
- James Roberts, Geburtsname von James Carson (Musiker) (1918–2007), US-amerikanischer Musiker
- James Roberts (Rugbyspieler, 1932) (* 1932), englischer Rugby-Union-Spieler
- James Roberts (Rugbyspieler, 1993) (* 1993), australischer Rugby-League-Spieler
- James Roberts (Schwimmer) (* 1991), australischer Schwimmer
- James A. Roberts (1847–1922), US-amerikanischer Soldat, Jurist und Politiker (Republikanische Partei)
- James O. M. Roberts (1916–1997), britischer Armeeoffizier und Alpinist
- James Soto Roberts (* 1992), liberianischer Fußballspieler
- Jamie Roberts (James Roberts; * 1986), walisischer Rugbyspieler
- Jamina Roberts (* 1990), schwedische Handballspielerin
- Jane Roberts (1929–1984), US-amerikanische Schriftstellerin
- Jason Roberts (* 1978), grenadischer Fußballspieler
- Jean Roberts (1943–2024), australische Diskuswerferin und Kugelstoßerin
- Jean-Marc Roberts (1951–2013), französischer Autor
- Jerry Roberts (1920–2014), britischer Kryptologe
- Jessica Roberts (* 1999), britische Radsportlerin
- Jim Roberts (Rugbyspieler) (1932–2020), englischer Rugby-Union-Spieler
- Jim Roberts (Eishockeyspieler, 1940) (James Wilfred Roberts; 1940–2015), kanadischer Eishockeyspieler und -trainer
- Jim Roberts (Eishockeyspieler, 1956) (James Drew Roberts; * 1956), kanadischer Eishockeyspieler
- Jimi Patt Roberts (* 1957), kenianischer Biologe und Dramatiker, siehe J. P. R. Ochieng'-Odero
- Jimmy Roberts (* 1952), US-amerikanischer Komponist
- Joan Roberts (1917–2012), US-amerikanische Schauspielerin
- Joe Roberts (Schauspieler) (1871–1923), US-amerikanischer Komödienschauspieler
- Joe Roberts (Fußballspieler) (1900–1984), englischer Fußballspieler
- Joe Roberts (Rennfahrer) (* 1997), US-amerikanischer Motorradrennfahrer
- Joe Roberts (Rugbyspieler) (* 2000), walisischer Rugby-Union-Spieler
- John Roberts (Heiliger), walisischer Märtyrer
- John Roberts (1682–1722), Pirat, siehe Bartholomew Roberts
- John Roberts (Gouverneur), britischer Gouverneur der Goldküste
- John Roberts Sr. (1823–1893), walisischer English-Billiards-Spieler und Weltmeister
- John Roberts Jr. (Billardspieler) (1847–1919), walisischer English-Billiards-Spieler und Weltmeister
- John Roberts (Fußballspieler, 1857) (1857–1921), walisischer Fußballspieler
- John Roberts (Fußballspieler, 1858) (1858–??), walisischer Fußballspieler
- John Roberts (Fußballspieler, 1910), englischer Fußballspieler
- John Roberts (Ingenieur), britischer Ingenieur
- John Roberts (Politiker, 1933) (1933–2007), kanadischer Politiker
- John Roberts (Fußballspieler, 1944) (* 1944), australischer Fußballspieler
- John Roberts (Fußballspieler, 1946) (1946–2016), walisischer Fußballspieler
- John Roberts (John Glover Roberts, Jr.; * 1955), US-amerikanischer Jurist
- John Roberts (Schauspieler) (* 1979), US-amerikanischer Fernsehproduzent, Regisseur, Autor und Schauspieler
- John Roberts (Fußballspieler, 2001), australischer Fußballspieler
- John D. Roberts (1918–2016), US-amerikanischer Chemiker
- John E. Roberts (1939–2015), britischer mathematischer Physiker
- John Maddox Roberts (1947–2024), US-amerikanischer Schriftsteller
- John Storm Roberts (1936–2009), britischer Autor und Schallplattenproduzent
- Johnny Roberts (1924–1965), US-amerikanischer Autorennfahrer
- Jon Roberts (1948–2011), US-amerikanischer Drogendealer
- Jonathan Roberts (1771–1854), US-amerikanischer Politiker
- Jordan Vogt-Roberts, US-amerikanischer Regisseur und Drehbuchautor
- Joseph Jenkins Roberts (1809–1876), liberianischer Politiker, Präsident 1848 bis 1856 und 1872 bis 1876
- Joyce Roberts, englische Tischtennisspielerin
- Judith Roberts (* 1934), US-amerikanische Schauspielerin
- Julia Roberts (* 1967), US-amerikanische Schauspielerin
- Julia Roberts (Fußballspielerin) (* 1991), US-amerikanische Fußballspielerin
- Juliet Roberts (* 1962), britische Sängerin und Arrangeurin
- Justin Roberts (* 1979), US-amerikanischer Ringsprecher und Schauspieler
- Juwan Roberts (* 1996), antiguanischer Fußballspieler

### K
- Kane Roberts (* 1962), US-amerikanischer Gitarrist und Sänger
- Karen Roberts (* 1976), britische Judoka
- Karl Roberts (* 1970), bermudischer Fußballspieler
- Kate Roberts (Autorin) (1891–1985), walisische Journalistin und Schriftstellerin
- Kate Roberts (Triathletin) (* 1983), südafrikanische Triathletin
- Kathleen Roberts (Sängerin) (Kathleen Roberts Striegler; * 1941), US-amerikanische Opernsängerin (Sopran) und Gesangspädagogin
- Kathleen Ann Roberts-Homstad (* 1951), US-amerikanische Rennrodlerin
- Keith Roberts (1935–2000), britischer Schriftsteller und Illustrator
- Keith V. Roberts (1925–1985), britischer Physiker
- Kelsey-Lee Roberts, Geburtsname von Kelsey-Lee Barber (* 1991), australische Speerwerferin
- Ken Roberts (Schauspieler) († 2017), US-amerikanischer Schauspieler und Synchronsprecher
- Ken Roberts (Hörfunkmoderator) (1910–2009), US-amerikanischer Hörfunkmoderator
- Ken Roberts (Fußballspieler) (1936–2021), walisischer Fußballspieler
- Ken Roberts (Rugbyspieler) (1937–2017), englischer Rugbyspieler
- Ken Roberts (Autor) (* 1946), kanadischer Kinderbuchautor, Bibliothekar und Schriftsteller
- Ken Roberts (Footballspieler) (* 1952), australischer Footballspieler
- Ken Roberts (Politiker) (* 1953), US-amerikanischer Politiker
- Kenneth Roberts (Autor) (1885–1957), US-amerikanischer Schriftsteller und Journalist
- Kenneth A. Roberts (1912–1989), US-amerikanischer Politiker
- Kenny Roberts (Countrysänger) (1927–2012), US-amerikanischer Countrysänger
- Kenny Roberts senior (* 1951), US-amerikanischer Motorradrennfahrer
- Kenny Roberts junior (* 1973), US-amerikanischer Motorradrennfahrer
- Kevin Roberts (Fußballspieler, 1939) (* 1939), australischer Fußballspieler
- Kevin Roberts (Manager, 1949) (* 1949), britischer Werbemanager, siehe Saatchi & Saatchi
- Kevin Roberts (Priester) (* 1955), britischer Geistlicher, Erzdiakon von Carlisle
- Kevin Roberts (Politiker) (* 1966), US-amerikanischer Politiker
- Kevin Roberts (Cricketspieler) (* 1972), australischer Cricketspieler und -funktionär
- Kevin Roberts (Manager, 1976) (* 1976), US-amerikanischer Lobbyist, siehe Heritage Foundation
- Kevin Roberts (Fußballspieler, 1989) (* 1989), englischer Fußballspieler
- Kevin W. S. Roberts, britischer Ökonom
- Kurtis Roberts (* 1978), US-amerikanischer Motorradrennfahrer

### L
- Larry Roberts (Schauspieler) (1926–1992), amerikanischer Schauspieler
- Larry Roberts (Footballspieler) (* 1963), amerikanischer American-Football-Spieler
- Lawrence Roberts (Leichtathlet) (1903–1977), südafrikanischer Hochspringer
- Lawrence Roberts (Ingenieur) (1937–2018), amerikanischer Elektroingenieur und Informatiker
- Lawrence Roberts (Basketballspieler) (* 1982), amerikanischer Basketballspieler
- Layla Roberts (* 1974), US-amerikanische Schauspielerin und Playmate
- Leona Roberts (1879–1954), US-amerikanische Schauspielerin
- Leonard Roberts (* 1972), US-amerikanischer Schauspieler
- Lewis Roberts (* 1985), englischer Snookerspieler und Queuemacher
- Lia Roberts (* 1949), rumänische Politikerin
- Liisa Roberts (* 1969), finnisch-US-amerikanische Installationskünstlerin und Filmemacherin
- Lilly Melchior Roberts (1903–1966), deutsch-amerikanische Landgerichtsrätin, Rechtsanwältin, Bibliothekarin und Rechtswissenschaftlerin
- Liz Saville Roberts (* 1964), britische Politikerin, Mitglied des House of Commons
- Loren Roberts (* 1955), US-amerikanischer Golfer
- Lowri Roberts (* 1997), walisische Squashspielerin
- Luckey Roberts (1887–1968), US-amerikanischer Jazzmusiker
- Luke Roberts (* 1977), australischer Radrennfahrer
- Luke Roberts (Schauspieler) (* 1977), britischer Schauspieler
- Lynne Roberts (1922–1978), US-amerikanische Schauspielerin

### M
- Macie Roberts, amerikanische Mathematikerin und Informatikerin
- Malcolm Roberts (1944–2003), britischer Schlagersänger
- Malique Roberts (* 2001), Fußballspieler von St. Kitts und Nevis
- Mallan Roberts (* 1992), kanadischer Fußballspieler
- Marc Roberts (* 1968), irischer Sänger und Songschreiber
- Marcia Gilbert-Roberts (* 1950), jamaikanische Diplomatin
- Marcus Roberts (* 1963), US-amerikanischer Jazzmusiker
- Margaret Roberts (Eiskunstläuferin), kanadische Eiskunstläuferin
- Margaret Hilda Roberts, Geburtsname von Margaret Thatcher (1925–2013), britische Politikerin
- Marguerite Roberts (1905–1989), US-amerikanische Drehbuchautorin
- Mariel Roberts (* ≈1989), US-amerikanische Musikerin
- Mark Roberts (Schauspieler) (1921–2006), US-amerikanischer Schauspieler
- Mark Roberts (Schriftsteller) (* 1961), britischer Schriftsteller
- Mark Roberts (Archäologe) (* 1961), britischer Archäologe
- Mark Roberts (Flitzer) (* 1964), britischer Flitzer
- Mark Roberts (Fußballspieler) (* 1983), englischer Fußballspieler
- Martin Roberts (* 1986), walisischer Rugbyspieler
- Mary Roberts (Malerin) († 1761), amerikanische Miniaturmalerin
- Mary Roberts (1876–1958), US-amerikanische Kriminalschriftstellerin, siehe Mary Roberts Rinehart
- Mary Louise Roberts (1886–1968), neuseeländische Physiotherapeutin und Bergsteigerin
- Matana Roberts (* um 1978), US-amerikanische Jazzmusikerin und Komponistin
- Meirion Roberts (* 1934), walisischer Rugby-Union-Spieler
- Michael Roberts (Rektor) († 1679), Rektor des Jesus College, Oxford, 1648–1657
- Michael Roberts (Autor) (1902–1948), britischer Dichter, Kritiker und Rundfunkmoderator
- Michael Roberts (Historiker) (1908–1996), britischer Historiker
- Michael Roberts (Politiker) (1927–1983), britischer Politiker der Conservative Party, Cardiff MP 1970–1983
- Michael Roberts (Journalist) (* 1948), britischer Journalist
- Michael Roberts (Jockey) (* 1954), südafrikanischer Jockey
- Michael Roberts (Internetpionier), US-amerikanischer Internetpionier
- Michael Roberts (Cricketspieler) (* 1989), englischer Cricketspieler
- Michael Roberts (Footballspieler) (* 1994), US-amerikanischer Footballspieler
- Michael Roberts, Pseudonym des deutschen Schriftsteller Hans Wolf Sommer (1939–1996)
- Michael D. Roberts (* 1947), US-amerikanischer Schauspieler
- Michael J. Roberts, US-amerikanischer Agrarökonom
- Michael John Roberts (* 1947), englischer Altphilologe
- Michael Rookherst Roberts (1894–1977), britischer Brigadier der Britisch-Indischen Armee
- Michael Symmons Roberts (* 1963), britischer Autor
- Michèle Roberts (* 1949), britische Schriftstellerin
- Monty Roberts (* 1935), US-amerikanischer Pferdezüchter und Autor

### N
- Nathan Roberts (* 1982), US-amerikanischer Freestyle-Skier
- Neil Roberts (* 1978), walisischer Fußballspieler
- Niall Roberts (* 1991), guyanischer Schwimmer
- Nicola Maria Roberts (* 1985), britische Sängerin, siehe Girls Aloud
- Nina Roberts (* 1979), französische Pornodarstellerin
- Nora Roberts (* 1950), US-amerikanische Schriftstellerin

### O
- Omega Roberts (* 1989), liberianischer Fußballspieler
- Oral Roberts (1918–2009), US-amerikanischer Heilungsevangelist
- Oral Roberts (Fußballspieler), antiguanischer Fußballspieler
- Oran M. Roberts (1815–1898), US-amerikanischer Jurist und Politiker
- Otis Roberts (* 1968), grenadischer Fußballspieler
- Owen Roberts (1875–1955), US-amerikanischer Jurist

### P
- Pascale Roberts (1930–2019), französische Schauspielerin
- Pat Roberts (* 1936), US-amerikanischer Politiker
- Patrick Roberts (* 1997), englischer Fußballspieler
- Paul Craig Roberts (* 1939), US-amerikanischer Ökonom und Publizist
- Pernell Roberts (1928–2010), US-amerikanischer Schauspieler
- Peter Roberts (Politiker) (1912–1985), britischer Politiker
- Peter Roberts (Badminton) (* 1954), australischer Badmintonspieler
- Peter Roberts (Offizier), britischer Offizier und Diplomat
- Peter Llewelyn Roberts, australischer Diplomat
- Peter McLaren Roberts (1927–2003), kanadischer Diplomat
- Phil Roberts (* 1950), walisischer Fußballspieler

### Q
- Quillan Roberts (* 1994), kanadisch-guyanischer Fußballspieler

### R
- R. Michael Roberts (* 1940), US-amerikanischer Biologe
- Rachel Roberts (Schauspielerin, 1927) (1927–1980), britische Schauspielerin
- Rachel Roberts (Model) (* 1978), kanadisches Model und Schauspielerin
- Ralf Roberts (* 1942), deutscher Schlagersänger
- Ralph Roberts (Designer), US-amerikanischer Automobildesigner
- Ralph Roberts (Segler) (1935–2023), neuseeländischer Segler
- Ralph Arthur Roberts (1884–1940), deutscher Schauspieler und Regisseur
- Ralph J. Roberts (Geologe) (Ralph Jackson Roberts; 1911–2007), US-amerikanischer Geologe
- Ralph J. Roberts (Unternehmer) (Ralph Joel Roberts; 1920–2015), US-amerikanischer Unternehmer, Mitgründer von Comcast
- Ray Roberts (1913–1992), US-amerikanischer Politiker
- Reyna Roberts (* 1997), US-amerikanische Sängerin
- Rhydian Roberts (* 1983), walisischer Sänger (Bariton)
- Richard Roberts (Ingenieur) (1789–1864), britischer Erfinder und Unternehmer
- Richard Roberts (Theologe) (* 1946), britischer Theologe und Hochschullehrer
- Richard Roberts (Evangelist) (* 1948), US-amerikanischer Evangelist und Hochschullehrer
- Richard Roberts (Szenenbildner), Szenenbildner
- Richard D. Roberts (* um 1940), jamaikanischer Badmintonspieler
- Richard J. Roberts (* 1943), britisch-amerikanischer Biochemiker und Molekularbiologe
- Richard W. Roberts (* 1953), US-amerikanischer Jurist
- Richie Roberts (* 1941), US-amerikanischer Polizist und Rechtsanwalt
- Rick Roberts (* 1949), US-amerikanischer Sänger und Songschreiber
- Rick Roberts (Schauspieler) (* 1965), kanadischer Schauspieler und Dramaturg
- Rivaldo Roberts (* 1996), südafrikanischer Sprinter
- Robert Roberts (Journalist) (1839–1898), schottischer Journalist, Autor und Herausgeber
- Robert Roberts (Fußballspieler, 1863) (1863–1950), walisischer Fußballspieler
- Robert Roberts (Fußballspieler, 1865) (1865–1945), walisischer Fußballspieler
- Robert Roberts (Fußballspieler, 1868) (1868–1943), walisischer Fußballspieler
- Robert Gordon Arthur Roberts (Rob Roberts; * 1952), australischer Politiker
- Robert W. Roberts (1784–1865), US-amerikanischer Politiker
- Robin Roberts (Baseballspieler) (1926–2010), amerikanischer Baseballspieler
- Robin Roberts (Journalistin) (* 1960), amerikanische Journalistin und Nachrichtensprecherin
- Rocky Roberts (1941–2005), amerikanisch-italienischer Sänger
- Roger Roberts, Baron Roberts of Llandudno (* 1935), walisischer Politiker
- Ron Roberts (* 1944), australischer Politiker (Labor Party), Präsident des South Australian Legislative Council
- Ronald Roberts (* 1991), dominikanisch-US-amerikanischer Basketballspieler
- Ross Thompson Roberts (1938–1987), US-amerikanischer Jurist
- Roy Roberts (1906–1975), US-amerikanischer Schauspieler
- Russell Roberts, bekannt als Russ Abbot (* 1947), englischer Komiker und Schauspieler
- Russell Roberts (Ökonom) (* 1953), amerikanischer Ökonom
- Russell Roberts (Schauspieler) (* 1956), kanadischer Schauspieler und Synchronsprecher
- Ruth Roberts (1926–2011), US-amerikanische Musikerin
- Ryan Roberts (* 1980), US-amerikanischer Baseballspieler

### S
- Sam Roberts (Journalist) (* 1947), US-amerikanischer Journalist
- Sam Roberts (Samuel Roberts; * 1974), kanadischer Singer-Songwriter
- Samantha Roberts (* 2000), antiguanische Schwimmerin
- Samuel Roberts (Autor) (1800–1885), walisischer Sozialreformer und Autor
- Samuel Roberts (Mathematiker) (1827–1913), britischer Mathematiker
- Samuel Roberts, 1. Baronet (1852–1926), britischer Politiker und Geschäftsmann
- Samuel Roberts, 2. Baronet (1882–1955), britischer Politiker
- Samuel B. Roberts (1921–1942), US-amerikanischer Marineangehöriger
- Scott Roberts, US-amerikanischer Schauspieler
- Sean Owen Roberts, kanadischer Schauspieler
- Shawn Roberts (* 1984), kanadischer Schauspieler
- Sheldon Roberts (1926–2014), US-amerikanischer Metallurge
- Stanley Roberts (1916–1982), US-amerikanischer Drehbuchautor
- Stephen Roberts (1895–1936), US-amerikanischer Filmregisseur und Drehbuchautor
- Stephen H. Roberts (1901–1971), australischer Historiker
- Steve Roberts (* 1980), walisischer Fußballspieler
- Sue Lloyd-Roberts (1950–2015), britische Fernsehjournalistin
- Susan Roberts (Schwimmerin) (* 1939), südafrikanische Schwimmerin
- Susan Roberts (Sängerin) (* 1960), US-amerikanische Opernsängerin

### T
- Tanya Roberts (1949–2021), US-amerikanische Schauspielerin
- Tawny Roberts (* 1979), US-amerikanische Pornodarstellerin
- Terrence Roberts (* 1941), US-amerikanischer Bürgerrechtler
- Theodore Roberts (1861–1928), US-amerikanischer Schauspieler
- Thomas Roberts (Bischof) (1893–1976), britischer römisch-katholischer Erzbischof
- Thomas Roberts (Gitarrist) (1958–2006), US-amerikanischer Rockgitarrist
- Thomas Roberts (Journalist) (* 1972), US-amerikanischer Fernsehjournalist
- Thomas Roberts (Fußballspieler) (* 2001), US-amerikanischer Fußballspieler
- Tom Roberts (Thomas William Roberts, 1856–1931), englisch-australischer Künstler
- Tiffany Roberts (* 1977), US-amerikanische Fußballspielerin
- Toby Roberts (* 2005), britischer Sportkletterer
- Tom Roberts († 1931), australischer Künstler
- Tommy Roberts (Fußballspieler, 1896) (William Thomas Roberts; 1896–1965), englischer Fußballspieler
- Tommy Roberts (Fußballspieler, 1927) (1927–2001), englischer Fußballspieler
- Tommy Roberts (Fußballspieler, 1945) (* 1945), englischer Fußballspieler
- Tony Roberts (Schauspieler) (1939–2025), US-amerikanischer Schauspieler
- Tony Roberts (Musiker) (* 1937), britischer Jazzmusiker
- Tony Roberts (Fußballspieler) (* 1969), walisischer Fußballtorhüter
- Tony Pierce-Roberts (* 1944), britischer Kameramann
- Tyler Roberts (* 1999), englischer Fußballspieler
- Tyson R. Roberts, amerikanischer Ichthyologe

### V
- Victoria Roberts (* 1978), australische Ruderin
- Victoria A. Roberts (* 1951), US-amerikanische Juristin
- Virginia Roberts Giuffre (1983–2025), US-amerikanische Klägerin gegen Prinz Andrew und Alan M. Dershowitz

### W
- Walter Roberts (Diplomat) (1893–1978), britischer Diplomat
- Walter Roberts (Footballspieler) (* 1942), US-amerikanischer American-Football-Spieler
- Walter Hugh Roberts (* 1858), walisischer Fußballspieler
- Walter R. Roberts (1916–2014), austroamerikanischer Autor
- Wayne Roberts (Fußballspieler) (* 1977), südafrikanischer Fußballtorhüter
- Wayne Roberts (Regisseur), Regisseur und Drehbuchautor
- Wayne Roberts (Musiker)
- Wilfrid Roberts (1900–1991), britischer Politiker (Liberal Party; Labour Party)
- William Roberts (Bangor) (1585–1665), Bischof von Bangor
- William Roberts (Mediziner) (1830–1899), britischer Mediziner
- William Roberts, eigentlicher Name von Ernest Newman (1868–1959), britischer Musikkritiker
- William Roberts (Koch) (1872–unbekannt), britischer Koch und Expeditionsteilnehmer
- William Roberts (Maler) (1895–1980), britischer Maler
- William Roberts (Drehbuchautor) (1913–1993), amerikanischer Drehbuchautor
- William Roberts (Footballspieler) (* 1962), US-amerikanischer American-Football-Spieler
- William Roberts, bekannt als Rick Ross (* 1976), US-amerikanischer Rapper
- William Chandler Roberts-Austen (1843–1902), britischer Metallurge
- William L. Roberts (1890–1968), US-amerikanischer Brigadegeneral
- William Moses Roberts, bekannt als Billy Roberts (* 1936), US-amerikanischer Songwriter
- William Payne Roberts, Bischof von Shanghai
- William R. Roberts (1830–1897), US-amerikanischer Politiker
- Winston Roberts (* 1976), antiguanischer Fußballspieler
- Wyn Roberts, Baron Roberts of Conwy (1930–2013), britischer Journalist und Politiker der Conservative Party
- Wynn Roberts (* 1988), US-amerikanischer Biathlet

### Z
- Zizi Roberts (* 1979), liberianischer Fußballspieler